# 안성시의 국회의원

## 행정구역 변천
- 1945년 8월 15일 경기도 안성군
- 1963년 1월 1일 용인군 고삼면이 안성군에 편입
- 1992년 9월 30일 안성군 이죽면을 죽산면으로 개칭
- 1998년 4월 1일 안성군이 안성시로 승격, 안성읍 폐지

## 안성시의 역대 국회의원 일람
| 대수         | 이름           | 소속정당           | 임기                               | 선거구역                             |
| ------------ | -------------- | ------------------ | ---------------------------------- | ------------------------------------ |
| 제1대        | 김영기(金英基) | 대한독립촉성국민회 | 1948년 5월 31일 - 1950년 5월 30일  | 안성군 일원                          |
| 제2대        | 이교선(李敎善) | 무소속             | 1950년 5월 31일 - 1954년 5월 30일  | 안성군 일원                          |
| 제3대        | 오재영(吳在泳) | 무소속             | 1954년 5월 31일 - 1958년 5월 30일  | 안성군 일원                          |
| 제4대        | 오재영(吳在泳) | 자유당             | 1958년 5월 31일 - 1960년 7월 28일  | 안성군 일원                          |
| 제5대 민의원 | 김갑수(金甲洙) | 무소속             | 1960년 7월 29일 - 1961년 5월 16일  | 안성군 일원                          |
| 제6대        | 서상린(徐相潾) | 민주공화당         | 1963년 12월 17일 - 1967년 6월 30일 | 용인군·안성군 일원                   |
| 제7대        | 서상린(徐相潾) | 민주공화당         | 1967년 7월 1일 - 1971년 6월 30일   | 용인군·안성군 일원(제8선거구)        |
| 제8대        | 서상린(徐相潾) | 민주공화당         | 1971년 7월 1일 - 1972년 10월 17일  | 용인군·안성군 일원(제9선거구)        |
| 제9대        | 유치송(柳致松) | 신민당             | 1973년 3월 12일 - 1979년 3월 11일  | 평택군·용인군·안성군 일원(제5선거구) |
| 제9대        | 서상린(徐相潾) | 민주공화당         | 1973년 3월 12일 - 1979년 3월 11일  | 평택군·용인군·안성군 일원(제5선거구) |
| 제10대       | 유치송(柳致松) | 신민당             | 1979년 3월 12일 - 1980년 10월 27일 | 평택군·용인군·안성군 일원(제5선거구) |
| 제10대       | 서상린(徐相潾) | 민주공화당         | 1979년 3월 12일 - 1980년 10월 27일 | 평택군·용인군·안성군 일원(제5선거구) |
| 제11대       | 이자헌(李慈憲) | 민주정의당         | 1981년 4월 11일 - 1985년 4월 10일  | 평택군·안성군 일원(제10선거구)       |
| 제11대       | 유치송(柳致松) | 민주한국당         | 1981년 4월 11일 - 1985년 4월 10일  | 평택군·안성군 일원(제10선거구)       |
| 제12대       | 이자헌(李慈憲) | 민주정의당         | 1985년 4월 11일 - 1988년 5월 29일  | 송탄시·평택군·안성군 일원(제8선거구) |
| 제12대       | 유치송(柳致松) | 민주한국당         | 1985년 4월 11일 - 1988년 5월 29일  | 송탄시·평택군·안성군 일원(제8선거구) |
| 제13대       | 이해구(李海龜) | 무소속             | 1988년 5월 30일 - 1992년 5월 29일  | 안성군 일원                          |
| 제14대       | 이해구(李海龜) | 민주자유당         | 1992년 5월 30일 - 1996년 5월 29일  | 안성군 일원                          |
| 제15대       | 이해구(李海龜) | 신한국당           | 1996년 5월 30일 - 2000년 5월 29일  | 안성군 일원                          |
| 제16대       | 심규섭(沈奎燮) | 새천년민주당       | 2000년 5월 30일 - 2002년 1월 27일  | 안성시 일원                          |
| 제16대       | 이해구(李海龜) | 한나라당           | 2002년 8월 9일 - 2004년 5월 29일   | 안성시 일원                          |
| 제17대       | 김선미(金善美) | 열린우리당         | 2004년 5월 30일 - 2008년 5월 29일  | 안성시 일원                          |
| 제18대       | 김학용(金學容) | 한나라당           | 2008년 5월 30일 - 2012년 5월 29일  | 안성시 일원                          |
| 제19대       | 김학용(金學容) | 새누리당           | 2012년 5월 30일 - 2016년 5월 29일  | 안성시 일원                          |
| 제20대       | 김학용(金學容) | 새누리당           | 2016년 5월 30일 - 2020년 5월 29일  | 안성시 일원                          |
| 제21대       | 이규민(李圭閔) | 더불어민주당       | 2020년 5월 30일 - 2021년 9월 30일  | 안성시 일원                          |
| 제21대       | 김학용(金學容) | 국민의힘           | 2022년 3월 10일 - 2024년 5월 29일  | 안성시 일원                          |
| 제22대       | 윤종군(尹鍾君) | 더불어민주당       | 2024년 5월 30일 ~                  | 안성시 일원                          |

## 같이 보기
- 안성시 (선거구)
- 용인시의 국회의원
- 경기 광주시의 국회의원
- 평택시의 국회의원
- 평택군의 국회의원
- 이천시의 국회의원
- 이천군의 국회의원
- 여주시의 국회의원
- 여주군의 국회의원
- 양평군의 국회의원